# Айдемир
Айдемѝр е най-голямото село в България по население с постоянен адрес – 6588 жители, и второ по население с настоящ адрес – 6177 души към 15 септември 2022 г.  То се намира в Североизточна България, в община Силистра, област Силистра.

## География
Селото се намира на 2 km южно от река Дунав и на 6 km западно от центъра на Силистра. Разположено е в Айдемирската низина, има обща площ 1115 дка.
Състои се от 3 части – Татарица (западната част), Айдемир (централната част) и Деленки (източната част). Татарица е населена с потомци на донски казаци, старообредци. Само на 200 метра източно от Деленки е западната индустриална зона на Силистра.

## История
Село Айдемир възниква през османското владичество. Присъединеното (1955) село Татарица е основано от донски казаци старообредци (наречени по-късно липовани), избягали след църковните реформи на патриарх Никон от 1652 – 1666 г. и потушеното Булавинско въстание в Руското царство от 1707 – 1708 г.
Айдемир се споменава в османски документи от 1620 година като Айа (Ая) Тимур (в превод: Свети Тимур), от 1675 година като Айдемир, от 1792 година като Айтемир. За известен период селото се е наричало Княз Хесенски в чест на княз Александър Батенберг.
По Букурещкия мирен договор (1913) селото остава в румънска територия. В близост до него са открити сребърни монети от времето на цар Иван Александър през 1924 година. 
Айдемир е върнат на България по Крайовската спогодба (1940).
Село Татарица е присъединено към село Айдемир през 1955 година. Айдемир е слят със Силистра от 24 ноември 1970 година, отделен е като самостоятелно село от 2 март 1976 година. Село Айдемир е административен център на едноименната община Айдемир (или Айдемирска община), съществувала през периодите:
- 28 септември 1949 – 13 декември 1958 (в Силистренска околия, Русенски окръг[3]);
- 7 март 1959 – 24 ноември 1970 (в Силистренски окръг[4]);
- 2 март 1976 – 26 декември 1978 (в Силистренски окръг[5])

## Население
Численост на населението според преброяванията през годините:
| \| Година на преброяване \| Численост \| \| --------------------- \| --------- \| \| 1934 \| 4418 \| \| 1946 \| 4060 \| \| 1956 \| 3642 \| \| 1965 \| 4005 \| \| 1985 \| 7703 \| \| 1992 \| 9095 \| \| 2001 \| 7683 \| \| 2011 \| 6087 \| \| 2021 \| 5273 \| |           |
| Година на преброяване | Численост |
| 1934 | 4418      |
| 1946 | 4060      |
| 1956 | 3642      |
| 1965 | 4005      |
| 1985 | 7703      |
| 1992 | 9095      |
| 2001 | 7683      |
| 2011 | 6087      |
| 2021 | 5273      |

### Етнически състав
Преброяване на населението през 2011 г.
Численост и дял на етническите групи според преброяването на населението през 2011 г.:
|                     | Численост | Дял (в %) |
| Общо                | 6087      | 100.00    |
| Българи             | 5209      | 85.57     |
| Турци               | 468       | 7.68      |
| Цигани              | 7         | 0.11      |
| Други               | 64        | 1.05      |
| Не се самоопределят | 35        | 0.57      |
| Неотговорили        | 304       | 4.99      |

## Култура
Църква „Покров Богородичен“
Намира се в Татарица. В началото си църквата е била само параклис, но богослужения също са били изпълнявани. По-късно се достроява и освещава и получава вид, подобен на сегашния. През годините има пожар и много опити за грабеж. За изграждането на църквата са използвани модели на други православни храмове.
В покривната част е устроена глава – на която е поставена осемиращен кръст (руски, старообреден) – за слава на Исус Христос, разпънат на кръста. В края на храма е издигната камбанария с 6 камбани, за благовестяване към благослужения и възвещаване на неприсъстващите за действията в храма или за друго известяване за случило се нещо. Вътре храмът се състои от 3 части: олтар, средна част и притвор (паперт).
Църква „Света Троица“
Построена е от руски воини през 1829 година. Там се пазят 2 свещника, направени от дулата на руски пушки, многобройни ценни ръкописи, някои от които са писани на пергамент. Камбаната е подарена от руски войници по време на руско-турска война. Обявена е за паметник на културата през 1929 година. Има ценни икони от периода на упадъка на Тревненската художествена школа и иконопис.

## Икономика
Икономиката в Айдемир е развита. В покрайнините на селото има множество предприятия. Северно от центъра на селото след стадиона е разположено предприятие на „Каумет“ АД, а след него е соларен парк „Монтан-Ренар“.
Край селото на Дунав действа фериботен терминал Силистра (част от пристанище Силистра на територията на западната индустриална зона на Силистра) с ГКПП.
Айдемир се обслужва от 2 автобусни линии:
- № 2 – с маршрут: Римска гробница, ДАП, Технополис, Вапцаров, Янко Тодоров, Сан Стефано, Полиция, Стара автогара, Болница, Извори, Аврора, Хром, Меком, Деленки, Център, ОУ „Христо Ботев“, Баба Яна, Татарица;
- № 22 – с маршрут: ДАП, Триъгълници, Изток, Технополис, Вапцаров, Янко Тодоров, Сан Стефано, Полиция, Стара автогара, Болница, Извори, Аврора, Хром, Меком, Деленки, Център, ОУ „Христо Ботев“, Баба Яна, ЗК Айдемир, Разклон за манастира, с. Сребърна, с. Ветрен.

Всички автобуси, пътуващи към Русе, Тутракан, Ситово и Главиница, минават през с. Айдемир.

## Личности
- Никола Атанасов (1867, Айдемир – 1960), писател
- доктор Петко Енчев, първи областен управител на област Силистра (1999) и председател на УС на БЗНС (София, 1996 – 2001)
- доктор Петър Вичев Коцев (1884, Айдемир – 1933, София), изтъкнат деец на националноосвободителните борби на българските добруджанци, националреволюционер, автономист, журналист, редактор на вестниците „Добруджанско знаме“ (София, 1920 – 1921) и „Свободна Добруджа“ (София, 1926 – 1932)

## Други
Селото има собствен футболен клуб – ФК „Айдемир“.
На Айдемир е наречена улица в квартал „Дървеница“ в София (Карта).